# Club Nautico di Roma
Il Club Nautico di Roma è una associazione sportiva dilettantistica senza fini di lucro, fondata nel novembre 2006, con sede al Porto di Roma, Ostia, Roma.

## Eventi sportivi
Il Club Nautico di Roma ha organizzato diversi eventi e regate a livello internazionale.

### America's Cup
Il Club avrebbe dovuto essere il Challenger of Record del Golden Gate Yacht Club con Mascalzone Latino - Audi Team per la XXXIV America's Cup; a causa di difficoltà economiche, l'11 maggio 2011 il team si è ritirato dalla competizione ed il Club ha quindi rinunciato a tale ruolo.